# Niccolò Martinoni
Niccolò Martinoni (Varese, 10 maggio 1989) è un cestista italiano.

## Carriera
È cresciuto nella Robur et Fides Varese e, negli ultimi anni di settore giovanile, nella Benetton Treviso.
Proprio con la Benetton Treviso ha esordito in Serie A il 3 dicembre 2006 (unica presenza stagionale), per poi collezionare due apparizioni nel campionato seguente.
Nell'estate 2008 si è trasferito in prestito alla Pallacanestro Varese, società che si apprestava a disputare il campionato di Legadue 2008-2009 in virtù della retrocessione giunta al termine dell'annata precedente. In un torneo che vede proprio i biancorossi lombardi classificarsi al primo posto e centrare la promozione diretta, Martinoni contribuisce con 7,7 punti e 3,0 rimbalzi di media. Il suo prestito a Varese viene rinnovato anche l'anno seguente, nel quale egli gioca 28 partite nella Serie A 2009-2010 con medie pari a 5,8 punti e 2,5 rimbalzi.
Nel luglio 2010 è stato presentato ufficialmente dalla Virtus Bologna. La sua permanenza alle vu nere, tuttavia, è durata poco più di un anno: dopo aver segnato 2,2 punti in poco meno di 10 minuti di media nella stagione Serie A 2010-2011, ha cominciato con i bianconeri anche il torneo seguente salvo però rescindere consensualmente il contratto nel novembre 2011, quando allo stesso tempo è stato ingaggiato da un'altra squadra della massima serie quale la neopromossa Junior Casale Monferrato. Il suo apporto stagionale con i rossoblù è stato di 1,5 punti in 8,6 minuti di media, con il club che non è riuscito ad evitare la retrocessione.
Martinoni ha proseguito la carriera cestistica rimanendo a Casale, continuando a giocare nella seconda serie nazionale. Nell'estate 2013 ha ereditato da Simone Pierich il ruolo di capitano. Nell'estate 2014 si è sottoposto al terzo intervento consecutivo ai tendini, con cui ha risolto definitivamente il problema fisico. Dal mese di novembre, un infortunio allo scafoide lo ha tenuto fuori causa per 6 settimane, ma al rientro ha contribuito al raggiungimento del quarto posto e della semifinale play-off della Serie A2 2014-2015 con un apporto personale di 12,3 punti di media. Il 15 aprile 2018 è diventato il quarto giocatore della storia della Junior a superare i 2 000 punti con la maglia del club. Nel corso della Serie A2 2018-2019 ha ritoccato la miglior media punti della propria carriera, dopo un'annata da 13,2 punti di media (oltre a 7,2 rimbalzi).
Il 15 giugno 2020 la Junior ha comunicato la cessione del titolo sportivo di Serie A2 ad un nuovo club di nuova creazione, la JB Monferrato, che pochi giorni più tardi ha annunciato la firma triennale di Martinoni come primo ingaggio della nuova società.

## Palmarès
- Legadue: 1

Pall. Varese: 2008-09
- Coppa Italia LNP di Serie B2: 1

Robur Varese: 2005-06